# Isgrew (Burgas)
Isgrew (auch Izgew geschrieben, bulgarisch Изгрев, dt. Sonnenaufgang) ist ein Stadtbezirk der bulgarischen Schwarzmeerstadt Burgas. Der Bezirk zählt zu den größten der Stadt.
Isgrew grenzt im Westen mit dem Boulevard Stefan Stambolow an den Bezirk Slawejkow. Im Osten grenzt Isgrew mit dem Boulevard Dimitar Dimow an den Park Eseroto, den südlichen Atanassow-See und die Meerwassersalinen. Im Süden grenzt Isgrew mit dem Boulevard Nikola Petkow an den Stadtbezirk Sorniza. In nordwestlicher Richtung entlang der Ausfahrtstraße zum Flughafen Burgas und nach Warna befindet sich der städtische Friedhof. Inmitten des Bezirks Isgrew befindet sich der Park Weleka, in dem 2010 die Sportstätte Isgrew eingeweiht wurde.
Das heutige Viertel entstand im 17. Jahrhundert, als sich griechische Fischer aus dem nahegelegenen Anchialos ansiedelten. Als sich der Ort ausdehnte und zu einem kleinen Fischerdorf anwuchs, trug er den Namen Atanasköi (später Atanasowo). Die Bevölkerung bestritt ihren Unterhalt vorwiegend durch Fischerei und Getreideanbau. 1909 wurde die Tschitalischte Isgrew gegründet. In den 1960er-Jahren wurde das ehemalige Dorf als Bezirk in der Stadt Burgas eingegliedert.
In den letzten Jahren erweitert sich der Bezirk in Richtung Westen, wo vor allem neue Einkaufszentren und Gewerbegebiete entstehen. So befinden sich dort Niederlassungen von großen Handelsketten und der zwei Großeinkaufszentren, Burgas Plaza und The Strand.
Im Stadtbezirk Isgrew liegen die drei Schulen Hl. Kliment von Ohrid (Grundschule; gegründet 1884), Jordan Jowkow und Dobri Tschuntolow. Weiter befindet sich dort das Chemie-Gymnasium und die Klinik Life Hospital.